# 13
13（十三）是12與14之間的自然數。

## 數學
- 第6個質數。前一個為11、下一個為17。
  - 第3对孿生質數之一，其為（11、 13）。
  - 第3個幸運質數
  - 第2個威爾遜質數
  - 第2個畢達哥拉斯質數
  - 第6個陳質數
  - 第3個普羅斯質數
  - 第5個瓦格斯塔夫質數
  - 第1個反質數
  - 第1個星狀質數
  - 第3個危險質數。前一個是3、下一個是17。
  - 四胞胎素数{\displaystyle (n,n+2,n+6,n+8)} 之一（11，13, 17，19）；下一個組合為（101，103，107，109）
  - 此數字雖然是自然質數，但不是高斯質數。前一個有此性質的自然質數是5、下一個是17。（OEIS數列A002313）

其第一象限之高斯質數的整数分解為{\displaystyle \left(3+2i\right)\times \left(3-2i\right)}。
- 第11個虧數，真因數和為1，虧度為12。前一個為11、下一個為14。
- 第8個不尋常數，大於平方根的質因數為13。前一個為11、下一個為14。
- 第9個無平方數因數的數。前一個為11、下一個為14。
- 第7個斐波那契數。前一個為8、下一個為21。
- 第8個十进制的等數位數。前一個為11、下一個為14。
- 六角星數
- 在以14或以上的數为基數的記數法中（例如十六進制等），13以拉丁字母D標示
- 第4個快樂數
- 第3個原始數
- 阿基米德立體的數目
- 卡塔蘭立體的數目

### 基本运算
| 乘法                             | 1  | 2  | 3  | 4  | 5  | 6  | 7  | 8   | 9   | 10  |  | 11  | 12  | 13  | 14  | 15  | 16  | 17  | 18  | 19  | 20  |  | 21  | 22  | 23  | 24  | 25  |
| -------------------------------- | -- | -- | -- | -- | -- | -- | -- | --- | --- | --- |  | --- | --- | --- | --- | --- | --- | --- | --- | --- | --- |  | --- | --- | --- | --- | --- |
| {\displaystyle {{13}\times {x}}} | 13 | 26 | 39 | 52 | 65 | 78 | 91 | 104 | 117 | 130 |  | 143 | 156 | 169 | 182 | 195 | 208 | 221 | 234 | 247 | 260 |  | 273 | 286 | 299 | 312 | 325 |

| 乘方                       | 1  | 2    | 3       | 4        | 5          | 6           | 7           | 8            | 9             | 10             |
| -------------------------- | -- | ---- | ------- | -------- | ---------- | ----------- | ----------- | ------------ | ------------- | -------------- |
| {\displaystyle {{13}^{x}}} | 13 | 169  | 2197    | 28561    | 371293     | 4826809     | 62748517    | 815730721    | 10604499373   | 137858491849   |
| {\displaystyle {{x}^{13}}} | 1  | 8192 | 1594323 | 67108864 | 1220703125 | 13060694016 | 96889010407 | 549755813888 | 2541865828329 | 10000000000000 |

## 文化
- 十三經
- 十三恐懼症
- 13號星期五
- 北美十三州
- 考古遺址十三行遺址

## 科学、天文學
- 鋁的原子序數[1]
- 1997年，英國有學者重提加上蛇夫座之黃道13星座（把天文學界定的黃道劃分方法引入星相學），曾引起過討論的漣漪。
- 2012年12月21日為馬雅曆第13個伯克盾的結束。[2][3]
- 1季有13周。
- 農曆如果該年有閏月，一年有13個月份

## 其它领域
- 骷髏13:日本漫畫。
- 芳齡十三:美國電影。
- 13點:香港少女漫畫。
- 香港島專線小巴13線。
- 13 駭人遊戲:泰國電影。
- iPhone 13:智慧型手機。
- 南海十三郎:著名編劇家。
- 失落的十三年:英國迷你劇。
- 十三姨:黃飛鴻電影系列中的人物。
- 十三点:吴语中形容一个人愚笨的詞語。
- 中国中央电视台新闻频道（CCTV-13）。

- 十三翼之戰: 成吉思汗一生中唯一战败的战役。
- 十三張:撲克牌中每種花色的牌數與撲克牌遊戲。
- 十三太保:唐朝末年之節度使李克用的13位義子。
- 13號特工」雪倫·卡特（Sharon Carter):漫威漫畫角色。

- 回車鍵的ASCII及Unicode碼。
- 滿清十三皇朝，清朝實際上有13位皇帝，并非12位。
- 清朝努爾哈赤靠祖先遗下的13副装甲起兵，取得胜利。
- 精神病医生杨永信对其自行定义的“网瘾患者”在13号室实施电击。
- 麻將中「廣東牌」、「香港牌」、「北京牌」、「南昌牌」、「日本牌」、「美國牌」等「十三張麻將」中每方的牌數。
- 迄今为止单届世界杯足球赛个人进球数的最高纪录，由法国球员朱斯特·方丹在1958年瑞典世界杯上创造。由于现代足球愈加重视防守，该纪录已经很难被打破。